# Lobophytum borbonicum
Lobophytum borbonicum är en korallart som beskrevs av von Marenzeller 1886. Lobophytum borbonicum ingår i släktet Lobophytum och familjen läderkoraller. Inga underarter finns listade i Catalogue of Life.